# 勢多治卿
勢多 治卿（せた はるきみ、1590年3月13日（天正18年2月8日） - 1670年7月18日（寛文10年6月2日））は、江戸時代前期の地下人。
本姓は中原氏。父は勢多治房。前名は治興（はるおき）。寛永8年12月24日（1632年2月14日）、治卿に改めた。81歳で卒去した。